# 兹翁科·贝戈
兹翁科·贝戈（1940年12月19日—2018年8月13日），南斯拉夫男子足球运动员。他曾入选1960年夏季奥林匹克运动会南斯拉夫男子足球队名单，但并未上场参赛。